# Josef Mleziva
Josef Mleziva (20. listopadu 1923 Praha – 23. června 2000 Pardubice) byl český chemický inženýr a vysokoškolský pedagog. V roce 1948 ukončil inženýrské studium na Fakultě chemicko-inženýrské. Po vysokoškolských studiích nastoupil jako výzkumný pracovník do Spolku pro chemickou a hutní výrobu v Ústí nad Labem, kde se podílel na rozvoji výroby lakařských pryskyřic. V roce 1955 nastoupil do Výzkumného ústavu syntetických pryskyřic a laků v Pardubicích, kde zastával funkci vedoucího výzkumu. V roce 1966 habilitoval v oboru makromolekulární chemie. V roce 1967 Josef Mleziva přišel na Vysokou školu chemicko-technologickou v Pardubicích, kde se stal vedoucím Katedry technologie makromolekulárních látek. V roce 1968 získal vědeckou hodnost doktora věd a v roce 1973 byl jmenován profesorem pro obor chemie a technologie makromolekulárních látek. Vedoucím katedry prof. Mleziva zůstal nepřetržitě devatenáct let až do roku 1986. Je původcem mnoha patentů.
Josef Mleziva byl agentem StB, ev. č. 6465 , krycí jméno BEDŘICH.